# Landsporten, Trogir

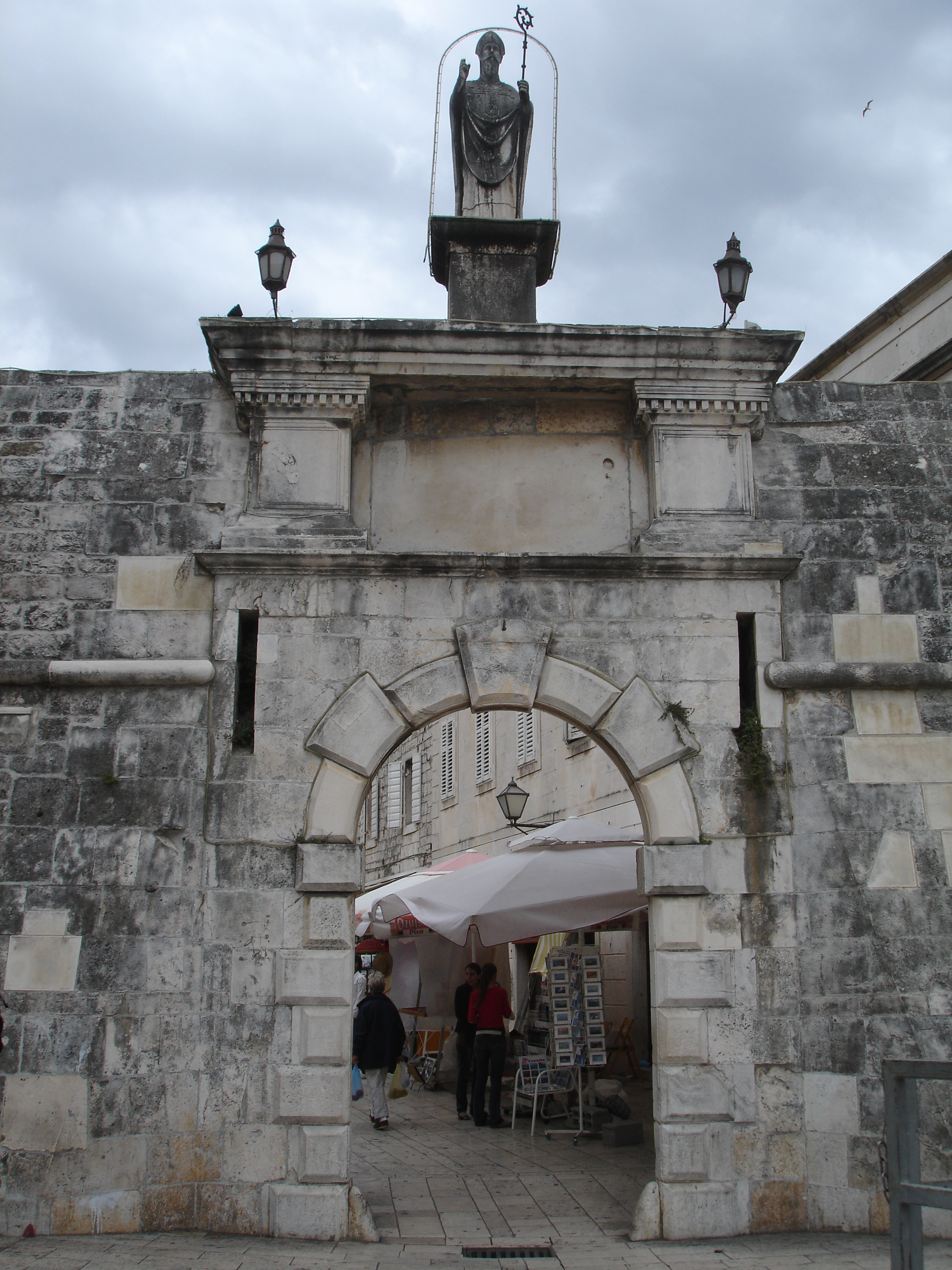
Landsporten år 2007.

Landsporten (kroatiska: Kopnena vrata) eller Norra stadsporten (Sjeverna gradska vrata) är en stadsport i Trogir i Kroatien. Den är den största och mest framstående av de två stadsportar som bevarats till idag. Landsporten ingår i det medeltida försvarssystem som tillkom under den venetianska administrationen och består av en delvis bevarad stadsmur som tidigare omslöt vad som idag är Trogirs historiska stadskärna. 

## Arkitektur och historik
Landsporten uppfördes omkring år 1656 i barockstil och är belägen i den nordöstra delen av stadskärnan. Restaureringen av porten på 1700-talet leddes av Ignacije Macanović. Ovanför porten finns en skulptur i gotisk stil föreställande Trogirs skyddshelgon sankt Johannes av Trogir. Skulpturen är troligtvis ett verk av Bonino da Milano.